# 安井香一
安井 香一（やすい こういち、1952年（昭和27年）1月8日 - ）は、日本の実業家。東邦ガス相談役、元代表取締役社長・会長。2016年には藤森利雄、小林耕士とともに、名古屋商工会議所副会頭に選任された。

## 経歴
- 1952年 - 愛知県生まれ。
- 1976年 - 慶應義塾大学工学部卒業。
  - 同年4月 - 東邦ガス入社。
- 2000年 - 都市エネルギー営業部長。
- 2006年 - 執行役員。
- 2008年 - 取締役常務執行役員。
- 2010年 - 取締役専務執行役員。
- 2012年 - 代表取締役社長[3]。
- 2016年 - 代表取締役会長[4]、名古屋商工会議所副会頭。
- 2021年 - 相談役[5]。